# Cycloramphus stejnegeri
Cycloramphus stejnegeri är en groddjursart som först beskrevs av Noble 1924.  Cycloramphus stejnegeri ingår i släktet Cycloramphus och familjen Cycloramphidae. IUCN kategoriserar arten globalt som otillräckligt studerad. Inga underarter finns listade i Catalogue of Life.